# Strich durch die Rechnung (1958)
Strich durch die Rechnung (Originaltitel: The Gun Runners) ist ein US-amerikanischer Film noir von Don Siegel aus dem Jahr 1958 und war die dritte Verfilmung von Ernest Hemingways Roman Haben und Nichthaben. Die Handlung ist entgegen der Literaturvorlage in der Kubanischen Revolution angesiedelt.

## Handlung
Sam Martin ist Skipper der Yacht Lucy-M, mit der er vor der Küste Südfloridas Touren für wohlhabende Angler in der Karibik organisiert. Doch das Geschäft läuft schlecht. Er lässt sich von dem undurchsichtigen Hanagan, der sich in Begleitung seiner mutmaßlichen Freundin Eva, einer Schwedin, an Bord eingemietet hat, dazu überreden, illegal Kuba anzulaufen.
Während Martin in einer kleinen kubanischen Hafenstadt auf Hanagans Rückkehr wartet, trifft sich dieser in Havanna mit Revolutionären, denen er Waffen verkauft. Auf der Rückkehr in den Hafen tötet Hanagan zuerst einen Soldaten und dann den Taxifahrer, der ihn transportiert hat und der als Zeuge gegen ihn aussagen könnte.
Alle drei kehren nach Florida zurück, ohne dass Martin weiß, was an Land vorgefallen ist. Er erfährt erst später von den Morden, da die kubanischen Behörden US-amerikanische Dienststellen von den Verbrechen in Kenntnis gesetzt haben und bekannt ist, dass der Täter an Bord einer US-Yacht geflohen ist.
Hanagan, der weiterhin Waffen an die Rebellen verkaufen will, zwingt Martin, der nun bankrott ist, eine Transportfahrt zu organisieren. Martin findet zufällig heraus, dass die meisten Waffenkisten lediglich Schrott enthalten. In einem Showdown auf See gelingt es Martin, Hanagan und seine Begleiter zu töten und wieder nach Florida zurückzukehren.

## Kritiken
„Als Grundlage für Don Siegels eher lauen Actionfilm diente eine Geschichte Ernest Hemingways, die bereits mit dem Humphrey-Bogart-Streifen Haben und Nichthaben glänzend – wenn auch sehr frei – umgesetzt wurde. Don Siegel erreicht hier noch nicht die Klasse, die er später zeigte.“

„Inszenatorisch unentschlossener Abenteuerfilm, der überwiegend langweilt; daß die Vorlage von Hemingway stammt, kann man dem simpel gestrickten Film beim besten Willen nicht anmerken.“

## Historischer Hintergrund
Die Filmhandlung ist vor dem Hintergrund der Kubanischen Revolution angesiedelt. Deren politische Motive wie auch die Diktatur Fulgencio Batistas werden ausgeblendet. Die Revolutionäre werden als brutale Gangster inszeniert, die sich nicht von Hanagan unterscheiden.
Der Film wurde komplett in Kalifornien gedreht und nicht vor Ort in Florida. Am Anfang des Films sind Dokumentarfilmaufnahmen von Havanna montiert.